# Dạ nâu
Chaetocarpus castanocarpus là một loài thực vật có hoa trong họ Peraceae. Loài này được (Roxb.) Thwaites mô tả khoa học đầu tiên năm 1861.